# Antar Yahia
Antar Yahia (in arabo ﻋﻨﺘﺮ يحيى‎?; Mulhouse, 21 marzo 1982) è un dirigente sportivo, allenatore di calcio ed ex calciatore algerino con cittadinanza francese, di ruolo difensore, vice allenatore del SO Cholet.

## Carriera

### Club
Nato a Mulhouse, ma originario di Sedrata (in Algeria), il giovane Yahia ritorna in Francia all'età di 14 anni per giocare nelle giovanili del FC Sochaux.
Yahia iniziò la sua carriera professionistica nella squadra corsa del SC Bastia, dopo essere ritornato da un anno nelle giovanili dell'Inter.
Dopo quattro anni con la maglia dei Les Lions de Furiani, l'algerino si trasferì al Nizza. All'inizio giocò quasi sempre da titolare, poi fu messo in disparte e divenne panchinaro; decise così di cambiare aria e di trasferirsi in un altro club.
I club Leeds Utd e Bochum si interessarono all'acquisto del giocatore che aveva rescisso il contratto con il Nizza. Yahia effettuò alcuni provini con entrambe le società, ma alla fine decise di andare in Germania. Il 30 gennaio 2007 giocò la sua prima partita in Bundesliga contro il Bayern Monaco; con il tempo divenne un vero e proprio pilastro della squadra della Renania Settentrionale-Vestfalia tanto che tuttora è uno dei più forti difensori del club. Quando il prestito finì fu acquistato a titolo definitivo dal Bochum per ottocentomila euro con un contratto valevole fino al 2011.
Il 17 luglio 2011 si trasferisce all'Al-Nassr.

#### Nazionale
Sebbene Yahia avesse già giocato due volte per la Francia al livello di Under-18, tuttavia nel 2004, usufruendo di un cavillo del regolamento della FIFA, poté giocare con l'Algeria. Fece il suo debutto con la maglia dell'Équipe d'Algérie Under-23 in una partita di qualificazioni per le olimpiadi contro il Ghana e segnò l'unico gol della partita. Fece invece il suo debutto con la nazionale maggiore il 15 gennaio 2004 in una partita amichevole contro il Mali; fu convocato più tardi anche per la Coppa d'Africa 2004 nella quale la sua squadra fu eliminata ai quarti di finale. Grazie ad un suo goal, l'Algeria si qualifica ai mondiali del 2010.
Viene poi convocato per la rassegna iridata giocata in Sudafrica dove nell'ultima partita, persa 1-0 contro gli Stati Uniti, viene espulso al 93' (subito dopo il gol della Nazionale a stelle e strisce).

## Statistiche

### Presenze e reti nei club
| Stagione             | Squadra              | Campionato           | Campionato | Campionato | Coppe nazionali | Coppe nazionali | Coppe nazionali | Coppe continentali | Coppe continentali | Coppe continentali | Altre coppe | Altre coppe | Altre coppe | Totale | Totale |
| Stagione             | Squadra              | Comp                 | Pres       | Reti       | Comp            | Pres            | Reti            | Comp               | Pres               | Reti               | Comp        | Pres        | Reti        | Pres   | Reti   |
| -------------------- | -------------------- | -------------------- | ---------- | ---------- | --------------- | --------------- | --------------- | ------------------ | ------------------ | ------------------ | ----------- | ----------- | ----------- | ------ | ------ |
| 2001-2002            | Bastia               | L1                   | 6          | 0          | CF+CdL          | 2+1             | 0+0             | -                  | -                  | -                  | -           | -           | -           | 9      | 0      |
| 2002-2003            | Bastia               | L1                   | 23         | 0          | CF+CdL          | 0+1             | 0+0             | -                  | -                  | -                  | -           | -           | -           | 24     | 0      |
| 2003-2004            | Bastia               | L1                   | 18         | 0          | CF+CdL          | 1+1             | 0+0             | -                  | -                  | -                  | -           | -           | -           | 20     | 0      |
| 2004-2005            | Bastia               | L1                   | 31         | 2          | CF+CdL          | 1+1             | 0+0             | -                  | -                  | -                  | -           | -           | -           | 33     | 2      |
| Totale Bastia        | Totale Bastia        | Totale Bastia        | 78         | 2          |                 | 8               | 0               |                    | -                  | -                  |             | -           | -           | 86     | 2      |
| 2005-2006            | Nizza                | L1                   | 21         | 0          | CF+CdL          | 1+3             | 0+0             | -                  | -                  | -                  | -           | -           | -           | 25     | 0      |
| 2006-gen.2007        | Nizza                | L1                   | 9          | 0          | CF+CdL          | 1+1             | 0+0             | -                  | -                  | -                  | -           | -           | -           | 11     | 0      |
| Totale Nizza         | Totale Nizza         | Totale Nizza         | 30         | 0          |                 | 6               | 0               |                    | -                  | -                  |             | -           | -           | 36     | 0      |
| gen.-giu. 2007       | Bochum               | BL                   | 16         | 1          | CG              | 0               | 0               | -                  | -                  | -                  | -           | -           | -           | 16     | 1      |
| 2007-2008            | Bochum               | BL                   | 33         | 2          | CG              | 2               | 0               | -                  | -                  | -                  | -           | -           | -           | 35     | 2      |
| 2008-gen.2009        | Bochum               | BL                   | 24         | 1          | CG              | 2               | 0               | -                  | -                  | -                  | -           | -           | -           | 26     | 1      |
| gen.-giu. 2009       | Bochum II            | RLW                  | 1          | 0          | -               | -               | -               | -                  | -                  | -                  | -           | -           | -           | 1      | 0      |
| 2009-gen.2010        | Bochum II            | RLW                  | 1          | 0          | -               | -               | -               | -                  | -                  | -                  | -           | -           | -           | 1      | 0      |
| Totale Bochum II     | Totale Bochum II     | Totale Bochum II     | 2          | 0          |                 | -               | -               |                    | -                  | -                  |             | -           | -           | 2      | 0      |
| gen.-giu. 2010       | Bochum               | BL                   | 18         | 1          | CG              | 2               | 0               | -                  | -                  | -                  | -           | -           | -           | 20     | 1      |
| 2010-2011            | Bochum               | ZL                   | 28         | 2          | CG              | 0               | 0               | -                  | -                  | -                  | -           | -           | -           | 28     | 2      |
| Totale Bochum        | Totale Bochum        | Totale Bochum        | 119        | 7          |                 | 6               | 0               |                    | -                  | -                  |             | -           | -           | 125    | 7      |
| 2011-gen.2012        | Al-Nassr             | SL                   | 13         | 1          | CP              | 0               | 0               | ACL                | 0                  | 0                  | -           | -           | -           | 13     | 1      |
| gen.-giu. 2012       | Kaiserslautern       | BL                   | 11         | 0          | CG              | 0               | 0               | -                  | -                  | -                  | -           | -           | -           | 11     | 0      |
| 2012-gen.2013        | Kaiserslautern       | ZL                   | 2          | 0          | CG              | 0               | 0               | -                  | -                  | -                  | -           | -           | -           | 2      | 0      |
| Total Kaiserslautern | Total Kaiserslautern | Total Kaiserslautern | 13         | 0          |                 | 0               | 0               |                    | -                  | -                  |             | -           | -           | 13     | 0      |
| gen.-giu. 2013       | Espérance            | LP1                  | 11         | 0          | CT              | 0               | 0               | CCL                | 9                  | 1                  | -           | -           | -           | 20     | 1      |
| 2013-gen.2014        | Espérance            | LP1                  | 1          | 0          | CT              | 0               | 0               | -                  | -                  | -                  | -           | -           | -           | 1      | 0      |
| Totale Espérance     | Totale Espérance     | Totale Espérance     | 12         | 0          |                 | 0               | 0               |                    | 9                  | 1                  |             | -           | -           | 21     | 1      |
| gen.-giu. 2014       | Platanias            | SL                   | 11         | 0          | KE              | -               | -               | -                  | -                  | -                  | -           | -           | -           | 11     | 0      |
| 2014-2015            | Angers 2             | CFA2                 | 3          | 0          | -               | -               | -               | -                  | -                  | -                  | -           | -           | -           | 3      | 0      |
| 2014-2015            | Angers               | L2                   | 0          | 0          | CF+CdL          | 0+0             | 0+0             | -                  | -                  | -                  | -           | -           | -           | 0      | 0      |
| 2015-gen. 2016       | Angers               | L1                   | 0          | 0          | CF+CdL          | 0+0             | 0+0             | -                  | -                  | -                  | -           | -           | -           | 0      | 0      |
| Totale Angers        | Totale Angers        | Totale Angers        | 0          | 0          |                 | 0               | 0               |                    | -                  | -                  |             | -           | -           | 0      | 0      |
| gen.-giu. 2016       | Orléans              | CN                   | 14         | 1          | CF+CdL          | -               | -               | -                  | -                  | -                  | -           | -           | -           | 14     | 1      |
| 2016-2017            | Orléans              | L2                   | 7          | 0          | CF+CdL          | 0+0             | 0+0             | -                  | -                  | -                  | -           | -           | -           | 7      | 0      |
| Totale Orléans       | Totale Orléans       | Totale Orléans       | 21         | 1          |                 | 0               | 0               |                    | -                  | -                  |             | -           | -           | 21     | 1      |
| Totale Carriera      | Totale Carriera      | Totale Carriera      | 302        | 11         |                 | 20              | 0               |                    | 9                  | 1                  |             | -           | -           | 331    | 12     |

### Cronologia presenze e reti in nazionale
| Cronologia completa delle presenze e delle reti in nazionale ― Algeria | Cronologia completa delle presenze e delle reti in nazionale ― Algeria | Cronologia completa delle presenze e delle reti in nazionale ― Algeria | Cronologia completa delle presenze e delle reti in nazionale ― Algeria | Cronologia completa delle presenze e delle reti in nazionale ― Algeria | Cronologia completa delle presenze e delle reti in nazionale ― Algeria | Cronologia completa delle presenze e delle reti in nazionale ― Algeria | Cronologia completa delle presenze e delle reti in nazionale ― Algeria |
| Data                                                                   | Città                                                                  | In casa                                                                | Risultato                                                              | Ospiti                                                                 | Competizione                                                           | Reti                                                                   | Note                                                                   |
| ---------------------------------------------------------------------- | ---------------------------------------------------------------------- | ---------------------------------------------------------------------- | ---------------------------------------------------------------------- | ---------------------------------------------------------------------- | ---------------------------------------------------------------------- | ---------------------------------------------------------------------- | ---------------------------------------------------------------------- |
| 15-1-2004                                                              | Algeri                                                                 | Algeria                                                                | 0 – 2                                                                  | Mali                                                                   | Amichevole                                                             | -                                                                      | 69’                                                                    |
| 25-1-2004                                                              | Susa                                                                   | Camerun                                                                | 1 – 1                                                                  | Algeria                                                                | Coppa d'Africa 2004 - 1º turno                                         | -                                                                      |                                                                        |
| 29-1-2004                                                              | Susa                                                                   | Algeria                                                                | 2 – 1                                                                  | Egitto                                                                 | Coppa d'Africa 2004 - 1º turno                                         | -                                                                      | 9’                                                                     |
| 3-2-2004                                                               | Susa                                                                   | Algeria                                                                | 1 – 2                                                                  | Zimbabwe                                                               | Coppa d'Africa 2004 - 1º turno                                         | -                                                                      | 24’                                                                    |
| 8-2-2004                                                               | Sfax                                                                   | Marocco                                                                | 3 – 1 dts                                                              | Algeria                                                                | Coppa d'Africa 2004 - Quarti di finale                                 | -                                                                      |                                                                        |
| 28-4-2004                                                              | Clermont-Ferrand                                                       | Cina                                                                   | 1 – 0                                                                  | Algeria                                                                | Amichevole                                                             | -                                                                      | 41’                                                                    |
| 30-5-2004                                                              | Annaba                                                                 | Algeria                                                                | 1 – 1                                                                  | Giordania                                                              | Amichevole                                                             | -                                                                      | 90+1’                                                                  |
| 5-6-2004                                                               | Annaba                                                                 | Algeria                                                                | 0 – 0                                                                  | Angola                                                                 | Qual. Mondiali 2006                                                    | -                                                                      | 23’                                                                    |
| 20-6-2004                                                              | Harare                                                                 | Zimbabwe                                                               | 1 – 1                                                                  | Algeria                                                                | Qual. Mondiali 2006                                                    | -                                                                      | 26’                                                                    |
| 3-7-2004                                                               | Abuja                                                                  | Nigeria                                                                | 1 – 0                                                                  | Algeria                                                                | Qual. Mondiali 2006                                                    | -                                                                      |                                                                        |
| 5-9-2004                                                               | Algeri                                                                 | Algeria                                                                | 0 – 3                                                                  | Gabon                                                                  | Qual. Mondiali 2006                                                    | -                                                                      |                                                                        |
| 9-10-2004                                                              | Kigali                                                                 | Ruanda                                                                 | 1 – 1                                                                  | Algeria                                                                | Qual. Mondiali 2006                                                    | -                                                                      |                                                                        |
| 17-11-2004                                                             | Tolone                                                                 | Algeria                                                                | 1 – 2                                                                  | Senegal                                                                | Amichevole                                                             | -                                                                      | 79’                                                                    |
| 5-6-2005                                                               | Luanda                                                                 | Angola                                                                 | 2 – 1                                                                  | Algeria                                                                | Qual. Mondiali 2006                                                    | -                                                                      |                                                                        |
| 19-6-2005                                                              | Orano                                                                  | Algeria                                                                | 2 – 2                                                                  | Zimbabwe                                                               | Qual. Mondiali 2006                                                    | 1                                                                      |                                                                        |
| 8-10-2005                                                              | Port-Gentil                                                            | Angola                                                                 | 2 – 1                                                                  | Algeria                                                                | Qual. Mondiali 2006                                                    | -                                                                      | 12’                                                                    |
| 28-2-2006                                                              | Rouen                                                                  | Algeria                                                                | 2 – 2                                                                  | Burkina Faso                                                           | Amichevole                                                             | -                                                                      |                                                                        |
| 15-8-2006                                                              | Aix-en-Provence                                                        | Algeria                                                                | 0 – 2                                                                  | Gabon                                                                  | Amichevole                                                             | -                                                                      |                                                                        |
| 3-9-2006                                                               | Conakry                                                                | Guinea                                                                 | 0 – 0                                                                  | Algeria                                                                | Qual. Coppa d'Africa 2008                                              | -                                                                      | 78’                                                                    |
| 15-11-2006                                                             | Aix-en-Provence                                                        | Algeria                                                                | 1 – 2                                                                  | Burkina Faso                                                           | Amichevole                                                             | -                                                                      | 73’                                                                    |
| 2-6-2007                                                               | Praia                                                                  | Capo Verde                                                             | 2 – 2                                                                  | Algeria                                                                | Qual. Coppa d'Africa 2008                                              | -                                                                      |                                                                        |
| 5-6-2007                                                               | Barcellona                                                             | Algeria                                                                | 3 – 4                                                                  | Argentina                                                              | Amichevole                                                             | 1                                                                      |                                                                        |
| 16-6-2007                                                              | Algeri                                                                 | Algeria                                                                | 0 – 2                                                                  | Guinea                                                                 | Amichevole                                                             | -                                                                      | 46’                                                                    |
| 22-8-2007                                                              | Montpellier                                                            | Brasile                                                                | 2 – 0                                                                  | Algeria                                                                | Amichevole                                                             | -                                                                      | 66’                                                                    |
| 9-9-2007                                                               | Bakau                                                                  | Gambia                                                                 | 2 – 1                                                                  | Algeria                                                                | Amichevole                                                             | -                                                                      | Ammonizione                                                            |
| 20-11-2007                                                             | Orano                                                                  | Algeria                                                                | 3 – 2                                                                  | Mali                                                                   | Amichevole                                                             | -                                                                      | 46’                                                                    |
| 26-3-2008                                                              | Gonfreville-l'Orcher                                                   | Algeria                                                                | 1 – 1                                                                  | RD del Congo                                                           | Amichevole                                                             | -                                                                      | 65’                                                                    |
| 31-5-2008                                                              | Dakar                                                                  | Senegal                                                                | 1 – 0                                                                  | Algeria                                                                | Qual. Mondiali 2010                                                    | -                                                                      | 82’                                                                    |
| 6-6-2008                                                               | Blida                                                                  | Algeria                                                                | 3 – 0                                                                  | Liberia                                                                | Qual. Mondiali 2010                                                    | -                                                                      | 70’                                                                    |
| 14-6-2008                                                              | Bakau                                                                  | Gambia                                                                 | 1 – 0                                                                  | Algeria                                                                | Qual. Mondiali 2010                                                    | -                                                                      |                                                                        |
| 20-6-2008                                                              | Blida                                                                  | Algeria                                                                | 1 – 0                                                                  | Gambia                                                                 | Qual. Mondiali 2010                                                    | 1                                                                      | 22’                                                                    |
| 20-8-2008                                                              | Le Touquet-Paris-Plage                                                 | Algeria                                                                | 1 – 0                                                                  | Emirati Arabi Uniti                                                    | Amichevole                                                             | -                                                                      | 46’                                                                    |
| 5-9-2008                                                               | Blida                                                                  | Algeria                                                                | 3 – 2                                                                  | Senegal                                                                | Qual. Mondiali 2010                                                    | 1                                                                      | 13’                                                                    |
| 18-11-2008                                                             | Rouen                                                                  | Algeria                                                                | 1 – 1                                                                  | Mali                                                                   | Amichevole                                                             | -                                                                      | 46’                                                                    |
| 7-6-2009                                                               | Blida                                                                  | Algeria                                                                | 3 – 1                                                                  | Egitto                                                                 | Qual. Mondiali 2010                                                    | -                                                                      | 52’                                                                    |
| 20-6-2009                                                              | Chililabombwe                                                          | Zambia                                                                 | 0 – 2                                                                  | Algeria                                                                | Qual. Mondiali 2010                                                    | -                                                                      |                                                                        |
| 6-9-2009                                                               | Blida                                                                  | Algeria                                                                | 1 – 0                                                                  | Zambia                                                                 | Qual. Mondiali 2010                                                    | -                                                                      | 46’                                                                    |
| 11-10-2009                                                             | Blida                                                                  | Algeria                                                                | 3 – 1                                                                  | Ruanda                                                                 | Qual. Mondiali 2010                                                    | -                                                                      |                                                                        |
| 14-11-2009                                                             | Il Cairo                                                               | Egitto                                                                 | 2 – 0                                                                  | Algeria                                                                | Qual. Mondiali 2010                                                    | -                                                                      |                                                                        |
| 18-11-2009                                                             | Omdurman                                                               | Algeria                                                                | 1 – 0                                                                  | Egitto                                                                 | Qual. Mondiali 2010                                                    | 1                                                                      | 67’                                                                    |
| 24-1-2010                                                              | Cabinda                                                                | Costa d'Avorio                                                         | 2 – 3 dts                                                              | Algeria                                                                | Coppa d'Africa 2010 - Quarti di finale                                 | -                                                                      | 71’ 85’                                                                |
| 28-1-2010                                                              | Benguela                                                               | Algeria                                                                | 0 – 4                                                                  | Egitto                                                                 | Coppa d'Africa 2010 - Semifinale                                       | -                                                                      |                                                                        |
| 3-3-2010                                                               | Algeri                                                                 | Algeria                                                                | 0 – 3                                                                  | Serbia                                                                 | Amichevole                                                             | -                                                                      |                                                                        |
| 5-6-2010                                                               | Fürth                                                                  | Algeria                                                                | 1 – 0                                                                  | Emirati Arabi Uniti                                                    | Amichevole                                                             | -                                                                      |                                                                        |
| 13-6-2010                                                              | Polokwane                                                              | Algeria                                                                | 0 – 1                                                                  | Slovenia                                                               | Mondiali 2010 - 1º turno                                               | -                                                                      |                                                                        |
| 18-6-2010                                                              | Città del Capo                                                         | Inghilterra                                                            | 0 – 0                                                                  | Algeria                                                                | Mondiali 2010 - 1º turno                                               | -                                                                      |                                                                        |
| 23-6-2010                                                              | Pretoria                                                               | Stati Uniti                                                            | 1 – 0                                                                  | Algeria                                                                | Mondiali 2010 - 1º turno                                               | -                                                                      | 77’, 90+4’                                                             |
| 10-10-2010                                                             | Bangui                                                                 | Rep. Centrafricana                                                     | 2 – 0                                                                  | Algeria                                                                | Qual. Coppa d'Africa 2012                                              | -                                                                      |                                                                        |
| 17-11-2010                                                             | Lussemburgo                                                            | Lussemburgo                                                            | 0 – 0                                                                  | Algeria                                                                | Amichevole                                                             | -                                                                      |                                                                        |
| 27-3-2011                                                              | Annaba                                                                 | Algeria                                                                | 1 – 0                                                                  | Marocco                                                                | Qual. Coppa d'Africa 2012                                              | -                                                                      | 70’                                                                    |
| 4-6-2011                                                               | Marrakech                                                              | Marocco                                                                | 4 – 0                                                                  | Algeria                                                                | Qual. Coppa d'Africa 2012                                              | -                                                                      |                                                                        |
| 12-11-2011                                                             | Blida                                                                  | Algeria                                                                | 1 – 0                                                                  | Tunisia                                                                | Amichevole                                                             | -                                                                      |                                                                        |
| 29-2-2012                                                              | Bakau                                                                  | Gambia                                                                 | 1 – 2                                                                  | Algeria                                                                | Qual. Coppa d'Africa 2013                                              | 1                                                                      |                                                                        |
| Totale                                                                 |                                                                        | Presenze                                                               | 53                                                                     |                                                                        | Reti                                                                   | 6                                                                      |                                                                        |